# Ascocarpe

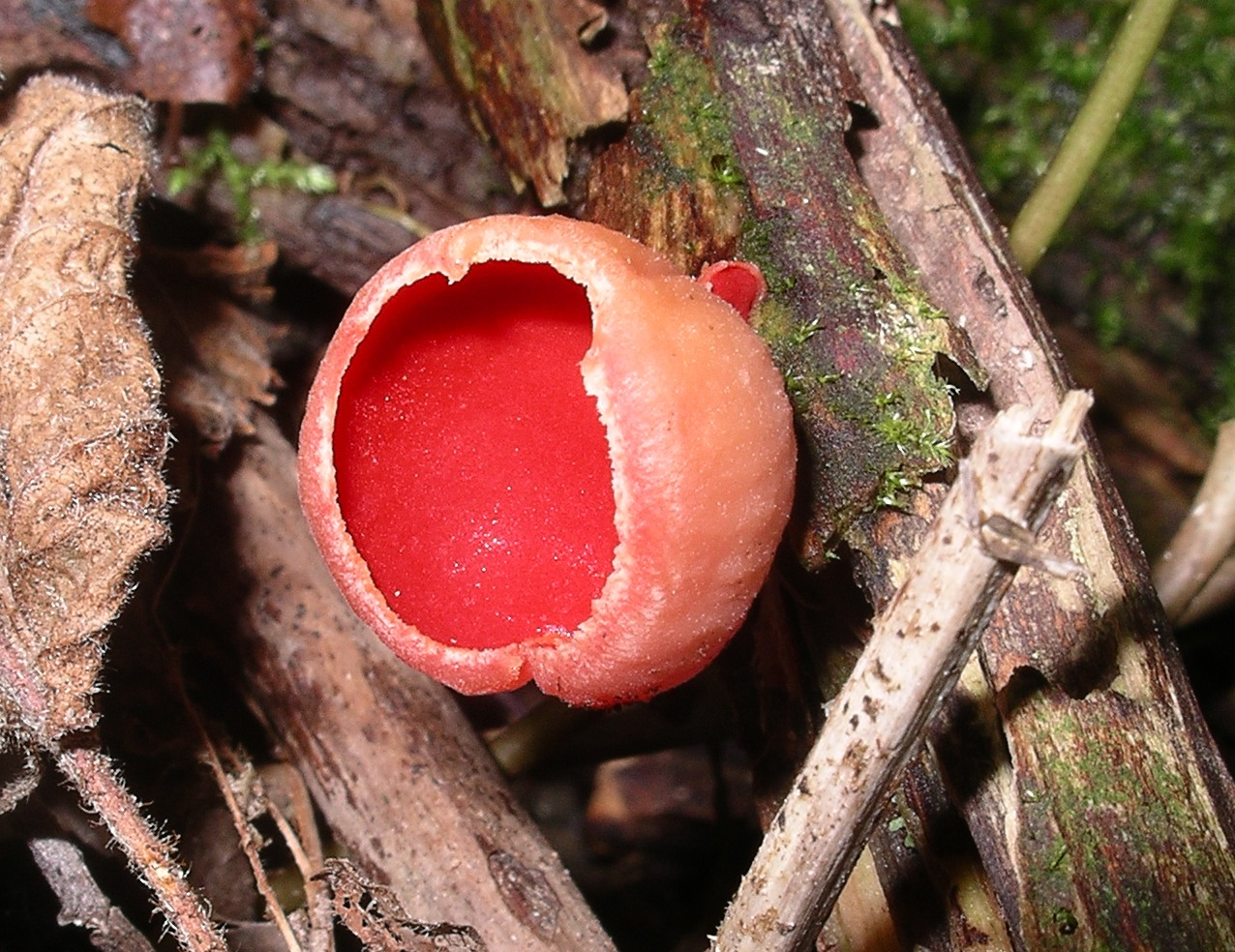
Ascocarpe de Sarcoscypha austriaca

L'ascocarpe, aussi appelé ascoma, est l'appareil fructifère chez les Ascomycètes. S'élaborant à la surface du stroma, les ascocarpes libèrent à terme les ascospores.

## Description

### Types d'ascocarpe
Les ascocarpes peuvent être des périthèces, des apothécies, des cléistothèces...